# Predigtstuhl (Lattengebirge)
Predigtstuhl (Lattengebirge) là một ngọn núi ở Bayern, Đức.

## Địa lý
Núi Predigtstuhl cao khoảng 1613m nằm trong địa phận thành phố Bad Reichenhall được coi là "núi nhà" của thành phố này bên cạnh Hochstaufen, Zwiesel (Berg) và Untersberg. Nó thuộc dãy núi Lattengebirge của Berchtesgadener Alpen.

## Giao thông
Predigtstuhlbahn, chạy từ dưới chân lên đỉnh núi, là tuyến xe cáp có lâu nhất thế giới mà vẫn được sử dụng trong tình trạng nguyên thủy (xây năm 1925-1928). Trạm trên núi nằm gần đỉnh (1583m) nối với khách sạn Predigtstuhl. Cách khách sạn 200 m là nhà trọ Teisendorfer Hütte, được quản lý từ năm 2004 bởi bộ phận Teisendorf của hội DAV. Từ đỉnh núi Predigtstuhl người ta có thể nhìn thấy toàn bộ lòng chảo thung lũng Bad Reichenhall cũng như những ngọn núi chung quanh. Trước đây, Predigtstuhl là một nơi trượt tuyết được yêu chuộng với 3 giây kéo, cho tới khi hệ thống này vào năm 1994 bị ngưng hoạt động.